# Punta del Riu de la Cana
La Punta del Riu de la Cana és una muntanya de 461 metres que es troba al municipi de Flix, a la comarca catalana de la Ribera d'Ebre.